# 릴 피프
릴 피프(영어: Lil Peep, 1996년 11월 1일 ~ 2017년 11월 15일)는 미국의 래퍼였다.